# Vitkindad vaktelduva
Vitkindad vaktelduva (Zentrygon albifacies) är en fågel i familjen duvor inom ordningen duvfåglar.

## Utseende
Vitkindad vaktelduva är en rätt stor (29–31 cm) rostbrun duva med blågrå hjässa och vitaktigt ansikte. Den saknar de vita stjärthörnen hos mindre och gråare ljuspannade duvan och är mycket större än hane röd vaktelduva med annorlunda huvudteckning. Fågeln är mest lik allopatriska chiriquívaktelduvan i Costa Rica och Panama, men saknar mörkt strupsidesstreck och har mycket ljusare bröst, purpurfärgad anstrykning på manteln och mörka "fåror" på sidan av halsen.

## Utbredning och systematik
Fågeln föreommer i bergstrakter från sydöstra Mexiko (San Luis Potosí) till nordvästra Nicaragua. Den behandlas som monotypisk, det vill säga att den inte delas in i några underarter. Tidigare placerades den i släktet Geotrygon men genetiska studier visar att den står närmare Zenaida. 

## Levnadssätt
Vitkindad vaktelduva hittas i fuktig städsegrön skog, lokalt i Mexiko även i molnskog, från 1000 till 2700 meters höjd, tillfälligt dock mycket lägre. Där födosöker den mestadels på marken. Den är en skygg fågel som oftare hörs än ses, då intill lugna stigar i början eller slutet av dagen då den snabbt flyger eller springer undan.

## Status och hot
Arten har ett stort utbredningsområde och en stor population, men tros minska i antal, dock inte tillräckligt kraftigt för att den ska betraktas som hotad. Internationella naturvårdsunionen IUCN listar därför arten som livskraftig (LC).